# Solax Studios
Solax Studios – amerykańska wytwórnia filmowa założona przez Alice Guy-Blaché i jej męża Herberta Blaché, działająca w latach 1910–1914.
Studio powstało 7 września 1910 roku. Początkowo działało w wynajmowanym studiu Gaumonta we Flushing w New Jersey. Wyprodukowane tam filmy były dystrybuowane kanałami Gaumonta, dla którego Guy-Blaché pracowała wcześniej. Reżyserka wybudowała dodatkowe budynki i lokacje, m.in. małe jezioro, saloon, hotel.
Pierwsze filmy wytwórni były reżyserowane przez Guy-Blaché osobiście, później zatrudniała także innych reżyserów. Od 1911 roku Solax wypuszczał serię filmów wojennych w reżyserii Wilberta Melville’a. Wojskowe doświadczenie Melville’a (byłego żołnierza wojny amerykańsko-hiszpańskiej) zapewniało filmom wiarygodność, a jego znajomości pozwoliły na współpracę z armią (m.in. na kręcenie w Fort Meyer w Wirginii).
26 lipca 1911 roku Guy-Blaché wyjechała wraz z mężem do Europy, podróż miała częściowo charakter wypoczynkowy, a częściowo – biznesowy. Po ich powrocie w Solax Studios nastąpiła reorganizacja – zapowiedziano zatrudnienie nowego personelu (w tym nowego reżysera) i publikowanie dwóch filmów tygodniowo. Filmy te dystrybuowane były przez Motion Picture Distributing and Sales Company.
W 1912 roku Guy-Blaché wybudowała własne studio zdjęciowe na Lemoyne Avenue w Fort Lee. Tym samym stała się pierwszą (i jak dotychczas jedyną) kobietą w historii, która posiadała własne studio zdjęciowe. Pod budowę studia zdjęciowego zakupiono 12 działek, o łącznej wielkości ok. 1 akra. Wybudowany tam budynek mieścił m.in. przestronne przebieralnie, biura, studio zdjęciowe. Studio zaopatrzone było też w sprzęt, pozwalający na suszenie i wywoływanie ok. 6000 metrów taśmy filmowej dziennie. Otaczające budynek grunty starannie zaprojektowano, tak aby mogły reprezentować różnorodne lokacje; miało to służyć temu, aby najrzadziej pojawiała się potrzeba filmowania poza terenem studia.
W 1914 roku Herbert Blaché założył wytwórnię Blaché Features, która wchłonęła Solax Studios. Wytwórnia działała dalej aż do 1917 roku. Wtedy to Herbert przeniósł się do Hollywood, a dzieci Blaché zachorowały. Wytwórnia borykała się też z trudnościami wynikającymi z pogłębiającej się centralizacji amerykańskiego przemysłu filmowego. W 1920 roku Guy-Blaché zbankrutowała.

## Wybrane produkcje
- A Chid's Sacrifice (reż. Alice Guy-Blaché, 1910)[4]
- Across the Mexican Line (reż. Alice Guy-Blaché lub Wilbert Melville, 1911)[2]
- Fra Diavolo (reż. Alice Guy-Blaché, 1912)[4]
- The Mascot of Troop C (reż. Wilbert Melville)
- An Enlisted Man's Honor (reż. Wilbert Melville)
- The Stampede (reż. Wilbert Melville)
- Greater Love Hath no Man (reż. Alice Guy-Blaché)[6]